# Erythrina globocalyx
Erythrina globocalyx är en ärtväxtart som beskrevs av Otto Porsch och Georg Cufodontis. Erythrina globocalyx ingår i släktet Erythrina och familjen ärtväxter. Inga underarter finns listade i Catalogue of Life.